# Tat Ming Pair
Tat Ming Pair es un grupo musical de Hong Kong, integrada por Anthony Wong Yiu Ming (黄耀明), vocalista y Tats Lau, guitarrista y compositor. El grupo se formó en 1985 y obtuvo un gran éxito hasta la década de los años 1990, cuando el grupo decidió disolverse. Anthony procedió como artista en solitario, mientras que Tats, entró en el mundo de la actuación. El grupo tuvo una corta estadía de reunión en 1996. En diciembre de 2004, el grupo se reagrupó para un  concierto en vivo llamado "Live For The People" (为人民服务). El último álbum "The Party", fue lanzado en 2005.

## Discografía
- 1986 – Tat Ming Pair 達明一派 (EP)
- 1986 – Tat Ming Pair II 達明一派 II
- 1987 – Remix (EP)
- 1987 – Stone Age 石頭記 (shek tau gei)
- 1987 - I Wait You to Return 我等著你回來 (ngo daang zeuk nei wooi loi)
- 1987 – Endless Night 夜未央 (ye mei yeung, Remix EP)
- 1988 – Do You Still Love Me? 你還愛我嗎? (nei waan ngoi ngo ma?)
- 1988 – We Exactly Mature This Way 我們就是這樣長大的 (ngo muon tzau si tze yeung cheung dai dik)
A compilation with somes remixes and a couple new songs
- 1989 – yi nan ping 意難平
- 1990 – Nerve / Nervous System 神經 (san ging)
- 1990 – Different Memories 不一樣的記憶 (baat yat yeung dik gei yik)
A compilation with a few new songs
- 1996 – Serve the People! 為人民服務 (wai yaan man fook mou)
Album box set of prior albums with a bonus of unpublished recordings
- 1996 – man seui, man seui, man man seui! 萬歲萬歲萬萬歲!
- 1996 – man seui, man seui, man man seui! Concert 萬歲萬歲萬萬歲演唱會
- 2005 – Tat Ming Reunion 達明 Reunion (Compilation)
- 2005 – The Party
- 2005 – Serve the People! Concert 為人民服務演唱會
- 2005 – Sony Presents: Same Audience, Different Music Concert with Tat Ming Pair and Nicholas Tse 新城唱好 謝霆鋒X達明一派 同場異夢音樂會
- 2012 – dau dau juen juen yin yin cheung cheung wooi 兜兜轉轉演演唱唱會 (Concert)

- Datos: Q3275563
- Multimedia: Tat Ming Pair / Q3275563